# Kościół bł. Stefana Wincentego Frelichowskiego w Toruniu
Kościół bł. Stefana Wincentego Frelichowskiego w Toruniu – kościół rzymskokatolicki w jurysdykcji parafii bł. Stefana Wincentego Frelichowskiego w Toruniu, położony przy ul. Szubińskiej 15. Był budowany w latach 2002–2011. W 2013 roku rozpoczęto wyposażanie świątyni. Poświęcenie kościoła miało miejsce 7 czerwca 2019 roku, w 20. rocznicę wizyty Jana Pawła II w Toruniu. Kościół został zaprojektowany przez architekta inż. Andrzej Ryczek. Kościół powstał na planie ołtarza papieskiego z pielgrzymki Jana Pawła II do diecezji toruńskiej w 1999 roku.